# クリスタル殺人事件
『クリスタル殺人事件』（クリスタルさつじんじけん、The Mirror Crack'd）は、1980年のイギリスのミステリ映画。監督はガイ・ハミルトン、主演はアンジェラ・ランズベリー。アガサ・クリスティが1962年に発表した『鏡は横にひび割れて』（原題：The Mirror Crack'd from Side to Side）を原作としている。

## ストーリー
1953年、ミス・ジェーン・マープルの住むイングランドの片田舎セント・メアリ・ミードは、いつもの静けさが嘘のように賑わっていた。久しぶりに映画に復帰する往年の大女優マリーナ・クレッグや、映画監督である夫のジェイソン・ラッドら、ハリウッドの撮影隊がゴシントン荘に長期滞在し、大作映画「スコットランドの女王メアリー」の撮影が行われるのである。村をあげての歓迎ムードの中、ゴシントン荘ではマリーナがホステスとなって村の人々を招待し、盛大な交歓パーティーが催されようとしていた。ミス・マープルもパーティーに参加しようと出かけたはいいが、子供が離した犬のリードに足をすくわれ転倒、足首を痛めてしまい、やむなく帰宅するはめとなってしまった。
そんな中、今回の映画のプロデューサー、マーティ・N・フェンが妻である女優ローラ・ブルースターを伴って現れた。マリーナとローラは犬猿の仲であり、二人の共演はトラブルを引き起こすと懸念されていた。そしてパーティーの真っ最中、戦時中にマリーナの慰問公演を見て感動したという村の女性、ヘザー・バブコックが突然倒れ、急死してしまう。
パーティーで手伝いをしていたミス・マープルの家政婦チェリーによると、ローラらが現れた際、ヘザーはマリーナに一方的に退屈な思い出話をまくしたてており、その時なぜか急にマリーナは、階段に飾られた聖母子像を見つめて「凍りついて」いたという。この時、マープルは呪いにかかった「シャーロット姫」の詩を暗唱する。検死の結果、ヘザーの死因はカクテルに混入された毒によるものと判明。しかもその毒入りのカクテルは、ジェイソンが作り、もともとマリーナが飲むはずのものだったこともわかった。
映画の撮影が開始されたが、ローラとマリーナの不仲がやはり障害になって一向に捗らない。マリーナはコーヒーに毒が入っていると騒ぐなど、心配されていた精神状態は次第に悪化していく。
ミス・マープルの甥であるロンドン警視庁のクラドック警部は、関係者たちに事情聴取を始めるが、マリーナは自分に脅迫状が届いていることを誰にも明かさずにいたと告げる。そんな折、ジェイソンの助手のエラ・ジリンスキーが毒殺される。エラはジェイソンへの愛からマリーナの存在を疎み、不可解な行動をとっていたのだった。
ミス・マープルとクラドックは、ヘザーがマリーナの身代わりで殺されたという最初の前提が間違っていたのでは、と気づく。ヘザーは何をマリーナに話していたのか。そしてマリーナに新たな危機が迫っていた。

## 登場人物
ミス・マープル（ジェーン・マープル）
事件の犯人を推理する老嬢。足を怪我したため出歩くのを控えている。
マリーナ・グレッグ
アメリカ人の大女優。ようやく生まれた子に知的疾患があり、それ以来映画から遠ざかっていたが、主演として久しぶりに復帰しようとしている。
ジェイソン・ラッド
ハリウッドのハンサムな映画監督。マリーナの夫。
ローラ・ブルースター
アメリカ人のグラマーな女優。マリーナとはジェイソンをめぐって傷害未遂事件を起こした過去がある。
マーティ・N・フィン
ハリウッドの映画プロデューサー。妻であるローラの出番を増やそうと画策している。
ダーモット・クラドック
ミス・マープルの甥でロンドン警視庁の主任警部。叔母の助けを借りながら事件の捜査をしている。
エラ・ジリンスキー
ジェイソン・ラッドの助手。ジェイソンを愛している。
ミセス・ドリー・バントリー
ミス・マープルの友人。マリーナの宿舎・ゴシントン荘の元の所有者。
ヘザー・バブコック
地元婦人会幹事。マリーナの熱狂的なファン。パーティーの最中、急死する。
チェリー・ベイカー
ミス・マープル宅の家政婦。有名人に会いたくて歓迎パーティーの給仕係を買って出る。
ベイツ
ゴシントン荘の執事。
マーゴ・ベンス
映画の宣伝の為に雇われた女性カメラマン。パーティーの模様を撮影していた。
牧師
セント・メアリ・ミードの牧師。毎週金曜の夜に教会で映画上映会を催すが、映画そのものについては疎い。
ミステリー映画の中の探偵
教会で上映されたミステリー映画の登場人物。最後の謎解きの場面で映写機が故障してしまった為、ミス・マープルが犯人を言い当てる。
“ジェイミー”（「スコットランドの女王メアリー」内の役名）
マリーナの相手役の若手の俳優。

## キャスト
| 役名                       | 俳優                         | 日本語吹替                                                       |
| 役名                       | 俳優                         | TBS版                                                            |
| -------------------------- | ---------------------------- | ---------------------------------------------------------------- |
| ミス・マープル             | アンジェラ・ランズベリー     | 高橋和枝                                                         |
| マリーナ・グレッグ         | エリザベス・テイラー         | 武藤礼子                                                         |
| ジェイソン・ラッド         | ロック・ハドソン             | 羽佐間道夫                                                       |
| マーティ・N・フィン        | トニー・カーチス             | 広川太一郎                                                       |
| ローラ・ブルースター       | キム・ノヴァク               | 小原乃梨子                                                       |
| エラ・ジリンスキー         | ジェラルディン・チャップリン | 池田昌子                                                         |
| ダーモット・クラドック     | エドワード・フォックス       | 納谷悟朗                                                         |
| チェリー・ベイカー         | ウェンディ・モーガン         | 土井美加                                                         |
| ミセス・ドリー・バントリー | マーガレット・コートネイ     |                                                                  |
| ヘザー・バブコック         | モーリン・ベネット           |                                                                  |
| ベイツ                     | チャールズ・グレイ           |                                                                  |
| マーゴ・ベンス             | マレラ・オッペンハイム       |                                                                  |
| 牧師                       | チャールズ・ロイド＝パック   |                                                                  |
| ミステリー映画の中の探偵   | ナイジェル・ストック         |                                                                  |
| “ジェイミー”               | ピアース・ブロスナン         |                                                                  |
| 不明 その他                |                              | 郷里大輔 加藤正之 松岡文雄 広瀬正志 藤城裕士 田中康郎 田原アルノ |
|                            |                              |                                                                  |
| 演出                       | 演出                         | 佐藤敏夫                                                         |
| 翻訳                       | 翻訳                         | 佐藤一公                                                         |
| 効果                       |                              |                                                                  |
| 調整                       |                              |                                                                  |
| 制作                       | 制作                         | 東北新社                                                         |
| 解説                       | 解説                         | 荻昌弘                                                           |
| 初回放送                   | 初回放送                     | 1983年7月4日 『月曜ロードショー』                                |

※日本語吹替はKADOKAWAから販売のBDに収録

## 補足
- この映画の原題「鏡は横にひび割れて」はテニスンの詩「シャーロット姫」（The Lady of Shalott）の一説で、この詩はアーサー王伝説に現れる美姫がモチーフとなっている。シャーロットの塔に閉じ込められている姫は騎士ランスロットに一目ぼれし、塔から抜け出す際に鏡が割れて呪いがかかり、ついには小舟に横たわって死んでいくというモチーフを指している。なお元となったアストラットのエレインも参照の事。

- マリーナとヘザーの関係が、アメリカ人女優ジーン・ティアニーの実体験と酷似しているため彼女がモデルとする説が存在するが、実際は偶然の一致であり、クリスティはティアニーの事を知らなかった。

- 日本語吹替について、出演した納谷悟朗によると「久し振りに往年のアテ師が一堂に会した作品」だったため記念写真を撮ったといい、「とても演り易かった」「あんなキャスティングは二度と無かったし、もう無いでしょう」と語っている。この時に撮影された写真は小原乃梨子の追悼番組で演出の佐藤敏夫の提供により初めて公開された[3]。また、共演した羽佐間道夫と広川太一郎もこの収録を覚えており、羽佐間も「あれがこういうメンバーが一同に集まって録った最後の作品だったんじゃないかなあ」と述べている。

- 公開前に、テレビでの告知スポットの最後に「結末は絶対に教えないで下さい。」のお約束が表示されていた。

## 作品の評価
Rotten Tomatoesによれば、18件の評論のうち、67%にあたる12件が高く評価しており、平均で10点満点中6.2点を得ている。